# Нью-Балтимор (Пенсільванія)
Нью-Балтимор (англ. New Baltimore) — місто (англ. borough) в США, в окрузі Сомерсет штату Пенсільванія. Населення — 142 особи (2020).

## Географія
Нью-Балтимор розташований за координатами 39°59′1″ пн. ш. 78°46′20″ зх. д. / 39.98361° пн. ш. 78.77222° зх. д. (39.983481, -78.772274).  За даними Бюро перепису населення США в 2010 році місто мало площу 0,90 км², уся площа — суходіл.

## Демографія
Згідно з переписом 2010 року, у селищі мешкало 180 осіб у 67 домогосподарствах у складі 50 родин. Густота населення становила 200 осіб/км².  Було 77 помешкань (86/км²).
Расовий склад населення:
| - 100,0 % — білих |

До двох чи більше рас належало 0,0 %. Частка іспаномовних становила 0,0 % від усіх мешканців.
За віковим діапазоном населення розподілялося таким чином: 20,6 % — особи молодші 18 років, 63,3 % — особи у віці 18—64 років, 16,1 % — особи у віці 65 років та старші. Медіана віку мешканця становила 44,7 року. На 100 осіб жіночої статі у селищі припадало 104,5 чоловіків;  на 100 жінок у віці від 18 років та старших — 104,3 чоловіків також старших 18 років.
Середній дохід на одне домашнє господарство  становив 53 338 доларів США (медіана — 42 708), а середній дохід на одну сім'ю — 58 198 доларів (медіана — 44 167). Медіана доходів становила 51 429 доларів для чоловіків та 25 000 доларів для жінок. За межею бідності перебувало 4,2 % осіб, у тому числі 11,8 % дітей у віці до 18 років та 0,0 % осіб у віці 65 років та старших.
Цивільне працевлаштоване населення становило 73 особи. Основні галузі зайнятості: мистецтво, розваги та відпочинок — 24,7 %, виробництво — 19,2 %, публічна адміністрація — 17,8 %.